# Благо Сијера Мадре (филм)
Благо Сијера Мадре (енгл. The Treasure of the Sierra Madre) је амерички вестерн филм из 1948. године, у режији Џона Хјустона, заснован на истоименом роману Бруна Травена. У главним улогама су: Хамфри Богарт, Волтер Хјустон, Тим Холт и Брус Бенет. Радња прати двојицу скитница који се удружују са искусним старцем у потрази за златом у Мексику.
Благо Сијера Мадре је био један од првих холивудских филмова који је снимљен на локацији ван Сједињених Држава (у мексичкој држави Дуранго и граду Тампико), иако су многе сцене снимљене у студију и другим деловима САД. Године 1990. Конгресна библиотека је одабрала филм за чување у Националном регистру филмова Сједињених Држава због „културолошког, историјског или естетског значаја”.

## Радња
Године 1925, у мексичком граду Тампику, извођач радова Пет Макормик регрутује Фреда К. Добса и Боба Кертина, двојицу америчких скитница без пребијене паре, као физичке раднике у изградњи нафтне платформе за 8 долара дневно. Када је пројекат завршен и њих двојица се врате у Тампико, Макормик нестаје и они остају без плате.
Њих двојица упознају старца по имену Хауард у јефтином преноћишту. Он је бивши рудар и прича им о својим потрагама за златом и опасностима када би га пронашао. Добс и Кертин налете на Макормика у кафани и после туче у бару му узимају новац који им дугује. Када Добс освоји мали добитак на лутрији, он, Кертин и Хауард имају довољно новца да купе залихе за истраживање унутрашњости.
Одлазећи из Тампика возом, њих тројица помажу у одбијању разбојничког напада предвођеног „Златним шеширом”. Северно од Дуранга, они крећу у удаљене планине Сијера Мадре. Хауард се показује као најиздржљивији и најискуснији од њих тројице. После неколико дана мукотрпног путовања, примећује злато које су остали пропустили.
Раде у тешким условима и гомилају богатство у злату. Али како се злато гомила, Добс постаје све неповерљивији према другој двојици. Они се слажу да одмах поделе злато и сакрију своје трећине.
Кертин одлази у Дуранго да обнови залихе, где га примећује Тексашанин по имену Коди, који га потајно прати Кертина назад до логора. Када се Коди суочи са тројицом трагача, они безуспешно покушавају да убеде да не траже злато. Коди смело предлаже да се придружи њиховој потрази и да учествује у свим будућим поделама. Хауард, Кертин и Добс расправљају о томе и изгласавају да га убију. Док са пиштољима у рукама објављују своју пресуду, Златни шешир и његови разбојници долазе до логора, тврдећи да су федералци. Након напетог преговарања, долази до пуцњаве у којој је Коди убијен. Права трупа федералаца изненада се појављује и прогони Златног шешира и његову банду. Тројица копача испитују Кодијеве личне ствари. Писмо вољене супруге открива да је он покушавао да обезбеди своју породицу. Потакнути писмом, Хауард и Кертин пристају да дају део свог дела Кодијевој породици, али Добс одбија да учини исто.
Хауард је позван да помогне локалним сељанима са тешко болесним дечаком. Када се дечак опорави, следећег дана, сељани инсистирају да се Хауард врати са њима на почасну гозбу. Хауард оставља своје ствари код Добса и Кертина и говори им да ће их касније срести. Добс и Кертин се непрестано свађају, све док једне ноћи Добс не упуца Кертина и узме сво злато. Испоставља се да Кертин није мртав, и он успева да отпузи и сакрије се током ноћи.
Не успевајући да пронађе Кертина, Добс бежи, али га Златни шешир и његови људи хватају у заседи. Прво се поигравају с њим, па га убију. Разбојници за вреће са златном прашином помисле да су песак и бацају их, узимајући само муле и залихе. Злато разноси јак ветар. Индиоси откривају Кертина и одводе га у село где је Хауард, где се опоравља.
Банда Златног шешира покушава да прода украдене муле у граду, али један дечак препознаје жигове на њима (и Добсову одећу коју бандити носе) и пријављује их полицији. Разбојници су заробљени и федералци их стрељају.
Хауард и Кертин се враћају у Дуранго у нади да ће повратити своје злато, али проналазе празне вреће. Испрва потресени губитком, прво Хауард, а затим Кертин, схватају огромну иронију својих околности и прасну у смех. Хауард одлучује да се врати у село да прихвати понуду за стални дом и почасни положај, док Кертин продаје њихове залихе да би се вратио у САД, где ће потражити Кодијеву удовицу. Док Кертин одлази, камера се спушта до кактуса док он пролази поред. Поред ње лежи још једна празна врећа.

## Улоге
| Глумац             | Улога                   |
| ------------------ | ----------------------- |
| Хамфри Богарт      | Фред К. Добс            |
| Волтер Хјустон     | Хауард                  |
| Тим Холт           | Боб Кертин              |
| Брус Бенет         | Џејмс Коди              |
| Бартон Маклејн     | Пет Макормик            |
| Алфонсо Бедоја     | Голд хет (Златни шешир) |
| Артуро Сото Ранхел | председник              |
| Мануел Донде       | шеф                     |
| Хосе Торвеј        | Пабло                   |
| Маргарито Луна     | Панчо                   |

## Награде и номинације

### Награда Оскар
| Награда                 | Особа          |
| Најбољи режисер         | Џон Хјустон    |
| Најбољи сценарио        | Џон Хјустон    |
| Најбољи споредни глумац | Волтер Хјустон |
| Номинације              | Особа          |
| Најбољи филм            | Хенри Бланк    |